# بيلي سوندرز
بيلي سوندرز هو لاعب هوكي الجليد كندي، ولد في 22 نوفمبر 1937 في وينيبيغ في كندا.

## وصلات خارجية
- بيلي سوندرز على موقع HockeyDB.com (الإنجليزية)